# Васил Мирчев
 Тази статия е за режисьора.  За генерал-майора Васил Мирчев вижте Васил Мирчев (офицер).  
Васил Кръстанов Мирчев е български режисьор.

## Биография
Роден е в град Пловдив на 23 март 1927 г. Първоначално завършва икономика във ВИИ „Карл Маркс“. След това завършва Висшата филмова школа в Полша със специалност кинорежисура. По-късно специализира операторско майсторство.

## Награди
- „Златна палма“ за най-добър късометражен филм от Филмовия фестивал в Кан, 1965 за филма Асинус (1965)

## Филмография
- Горещи следи (1986)
- Една одисея из Делиормана (1983)
- Неочаквана ваканция (1981)
- Ленко (1979)
- Гонитба (1979)
- Мостът (1978)
- Снаха (1976)
- Бялата одисея (1973)
- Голямата победа (1972)
- Танго (1969)
- Мъже (1966)
- Асинус (1965)